# FAIRY TALE (쿠라키 마이의 음반)
《FAIRY TALE》(페어리 테일)은 2002년 10월 23일에 발매된 쿠라키 마이의 3번째 정규 음반이다.

## 해설
- 1번째 음반, 2번째 음반에 이어서 100만장 이상의 출하를 기록.
- “동화”를 테마로 쿠라키의 “꿈을 버리는 것이 어른이라면 되고 싶지 않다”(夢を捨てるのが大人ならば、なりたくはない)라는 생각을 잇댄 콘셉트 음반이다.
- 이 음반이 대만의 CD 차트 1위를 획득한 것을 계기로 쑨옌즈와 차회작으로 경연하게 되었다.
- 제17회 일본 골드 디스크 대상에서 록&팝 앨범 오브 더 이어를 수상하고 있다.

## 수록곡
- 전체 작사: 쿠라키 마이

1. Fairy tale (my last teenage wish) (4:18)
  - 작곡 · 편곡: 토쿠나가 아키히토

음반 표제곡. 가사에는 ‘호박 마차’‘독 사과’ 등 동화와 관련된 말이 다수 등장한다. 앨범 투어 이후 피로되는 것은 적었지만, 10월에 개최되는 핼러윈 라이브에서는 피로되는 차가 많은 음반 곡이다.
2. Feel fine! (4:48)
  - 작곡 · 편곡: 토쿠나가 아키히토

12번째 싱글. 본인도 출연한 시브리즈의 광고 음악.
3. Ride on time (5:01)
  - 작곡 · 편곡: 토쿠나가 아키히토

2002년도 《전일본대학여자역전》(ABC제작 TV 아사히계열) 테마송. 비디오 클립이 제작되었으며, 당시의 백 밴드 EXPERIENCE와 같이 hills 빵공장의 지하 2층 스테이지를 사용하여서 라이브 형식으로 제작되고 있다.
4. key to my heart (3:33)
  - 작곡: 오노 아이카, 편곡: Cybersound

남코 테일즈 오브 데스티니 2 테마송.
게임 소프트웨어 《테일즈 오브》 시리즈의 테마곡 컴필레이션 음반 《The Best of Tales》에도 수록되어있다.
비디오 클립도 제작되었으며, 〈Ride on Time〉과 마찬가지로 당시의 백 밴드 EXPERIENCE와 같이, 이쪽은 관객을 넣은 라이브 형식으로 촬영되었다.
5. Winter Bells (4:37)
  - 작곡 · 편곡: 토쿠나가 아키히토

11번째 싱글. 요미우리 TV 애니메이션 《명탐정 코난》 오프닝 테마이다.
6. Loving You… (5:18)
  - 작곡: 오노 아이카, 편곡: Cybersound

당시, 미발표곡으로 공개된 “Loving You…”Tour 2002의 투어 타이틀곡이다. 비디오 클립도 제작되었으며, 후렴 부분을 레코딩 스튜디오에서 부르는 모습이 수록되어있다.
7. Can't forget your love (5:29)
  - 작곡: 오노 아이카, 편곡: Cybersound, 토쿠나가 아키히토

10번째 싱글 〈Can't forget your love/PERFECT CRIME (Single Edit)〉싱글의 1번째이다. TV 아사히계 드라마 《살기 위한 정열로서의 살인》 삽입곡.
8. Trip in the dream (4:19)
  - 작곡 · 편곡: 토쿠나가 아키히토

비디오 클립이 제작되어 있으며, 밤의 빌딩 옥상에서 후렴을 부르는 모습이 수록되어있다.
9. Not that kind a girl (4:27)
  - 작곡 · 편곡: YOKO Black. Stone
10. Like a star in the night (5:39)
  - 작곡: 오노 아이카, 편곡: 토쿠나가 아키히토

13번째 싱글. TV 아사히계 드라마 《다크 엔젤》 테마송.
11. 이상한 나라(不思議の国) (5:26)
  - 작곡: 오노 아이카, 편곡: 이케다 다이스케

《이상한 나라의 앨리스》의 하얀 토끼가 가사에 등장한다. 곡보다도 가사 쪽이 먼저 이루어진 작품이다.
12. fantasy (3:49)
  - 작곡: 오노 아이카, 편곡: 토쿠나가 아키히토

## 참가 음악가
- 토쿠나가 아키히토: 코러스 (#1,2,3,5,8)
- 우토쿠 케이코: 코러스 (#1,8,10,11)
- 오노 아이카: 코러스 (#4,10,11,12)
- 마이클 어프릭: 코러스 (#4,6,7)
- 후루카와 마호: 코러스 (#5,7)
- Jeffrey Qwest: 게스트 보컬 (#8)
- YOKO B. Stone: 코러스 (#9)
- TAMA MUSIC：스트링스 (#7,10)
- 이케다 다이스케: 스트링스 어레인지 (#7,10)